# 8 минути и 19 секунди
„8 минути и 19 секунди“ (8’19”) (е български телевизионен филм) от 2018 година на режисьорите Петър Вълчанов, Кристина Грозева, Теодор Ушев, Надежда Косева, Любомир Младенов и Владимир Люцканов по сценарий на Георги Господинов.

## Сюжет
Шест кратки разказа на Георги Господинов се пренасят на големия екран във филма омнибус „8 минути и 19 секунди“ (8′19′). Заглавието е заимствано от едноименната история от сборника „И всичко стана луна“ (издателство „Жанет 45“), в която хората разполагат с цели 8 минути и 19 секунди, докато вестта за смъртта на Слънцето стигне до тях. Шестте сюжета са реализирани от режисьорите Петър Вълчанов („Обащиняване“).

## Актьорски състав
| В главните роли | Изпълнител            |
| --------------- | --------------------- |
|                 | Светлана Янчева       |
|                 | Иван Бърнев           |
|                 | Цветан Алексиев       |
|                 | Симон Варсано         |
|                 | Китодар Тодоров       |
|                 | Ирмена Чичикова       |
|                 | Таня Шахова           |
|                 | Иван Савов            |
|                 | Георги Господинов     |
|                 | Христо Димитров-Хиндо |
|                 | Теодор Ушев           |

## Фестивали
- Участие на 22-рия „София Филм Фест“ (София, 2018)